# John Guthrie Brown
John Guthrie Brown (* 1892 in Uddingston; † 1. Januar 1976) war ein britischer Bauingenieur.
Brown studierte am Royal Technical College in Glasgow. Er war Senior Partner im Ingenieurbüro von Alexander Gibb und befasste sich mit Bau von Wasserkraftwerken und deren Überwachung, wobei er weltweit tätig war.
Er war CBE und Fellow der Institution of Civil Engineers.
1964 erhielt er die Goldmedaille der Institution of Structural Engineers, deren Präsident er 1956/57 war.
Er war als erster Brite Präsident der International Commission on Large Dams (ICOLD).

## Schriften
- Hrsg.: Hydroelectric Engineering Practice, 2 Bände, 2. Auflage, Blackie and Son 1958